# Michelbach (Altenkirchen)
Michelbach é um município da Alemanha localizado no distrito de Altenkirchen, estado da Renânia-Palatinado.
É membro do Verbandsgemeinde (associação municipal) de Altenkirchen.

## Política
|      | WG 1 | WG 2 | Total       |
| 2004 | 9    | 3    | 12 Cadeiras |

## População
Evolução da população (em 31 de dezembro de cada ano):
| - 1815 – 149 - 1835 – 203 - 1871 – 259 - 1905 – 263 - 1939 – 248 - 1950 – 317 | - 1961 – 346 - 1965 – 373 - 1970 – 416 - 1975 – 404 - 1980 – 402 - 1985 – 409 | - 1987 – 404 - 1990 – 416 - 1995 – 437 - 2000 – 451 - 2005 – 578 |

Fonte: Statistisches Landesamt Rheinland-Pfalz